# روز جهانی سل

روز جهانی سل، ۲۴ مارس هر سال، برای افزایش آگاهی عمومی درباره همه‌گیری جهانی سل و تلاش برای نابودی آن اختصاص داده شده‌است. در ۲۰۱۲، ۸٫۶ میلیون نفر  سل گرفته و ۱٫۳ میلیون نفر به علت آن درگذشتند. بیشتر این جمعیت در کشورهایی با درآمد کم و متوسط بودند.
روز جهانی سل یکی از هشت تلاش رسمی بهداشت جهانی است که سازمان جهانی بهداشت و در کنار روز جهانی بهداشت، روز جهانی اهدای خون، هفته جهانی ایمنی‌سازی، روز جهانی مالاریا، روز جهانی بدون دخانیات، روز جهانی هپاتیت و روز جهانی ایدز انجام می‌دهد.